# Editorial Melusina
Editorial Melusina es una editorial española, fundada por José Pons Bertran en el año 2002.                  
La línea editorial de Melusina pretende cubrir el vacío editorial existente en el ámbito de las ciencias humanas y sociales y aportar sugerentes formas de interpretación de las nuevas realidades.
Su catálogo, que comprende cerca de medio centenar de títulos, se divide en las colecciones General, Circular, [sic], UHF y Serie Animal. Entre los diferentes pensadores y ensayistas que engloba destacan Dean MacCannell, Virginie Despentes, Alexander Berkman, el grupo Marcuse, Leszek Kolakowski, José Antonio Millán, Meg-John Barker o Hisayasu Nakagawa.